# Notberg
Der Notberg ist eine Erhebung bei Guggenbach in der Nähe von Übelbach in der Steiermark in Österreich. Er ist Teil der Südostausläufer der Gleinalpe und erreicht am Schankkogel mit 1049 m ü. A. seine größte Höhe.
Auf dem Notberg wurde Blei- und Zink-Bergbau betrieben sowie Bariumerze und Silber gefunden.